# Bohunice (Ilava)
Bohunice es un municipio del distrito de Ilava en la región de Trenčín, Eslovaquia, con una población estimada a final del año 2024 de 785 habitantes.
Se encuentra ubicado al norte de la región, cerca del río Váh (cuenca hidrográfica del río Danubio) y de la frontera con la República Checa.

## Demografía
| Año        | 1994 | 2004 | 2014    | 2024    |
| ---------- | ---- | ---- | ------- | ------- |
| Población  | 0    | 753  | 759     | 785     |
| Diferencia |      | –    | +0,79 % | +3,42 % |

| Año        | 2023 | 2024    |
| ---------- | ---- | ------- |
| Población  | 792  | 785     |
| Diferencia |      | −0,88 % |